# Henri de La Rochejaquelein

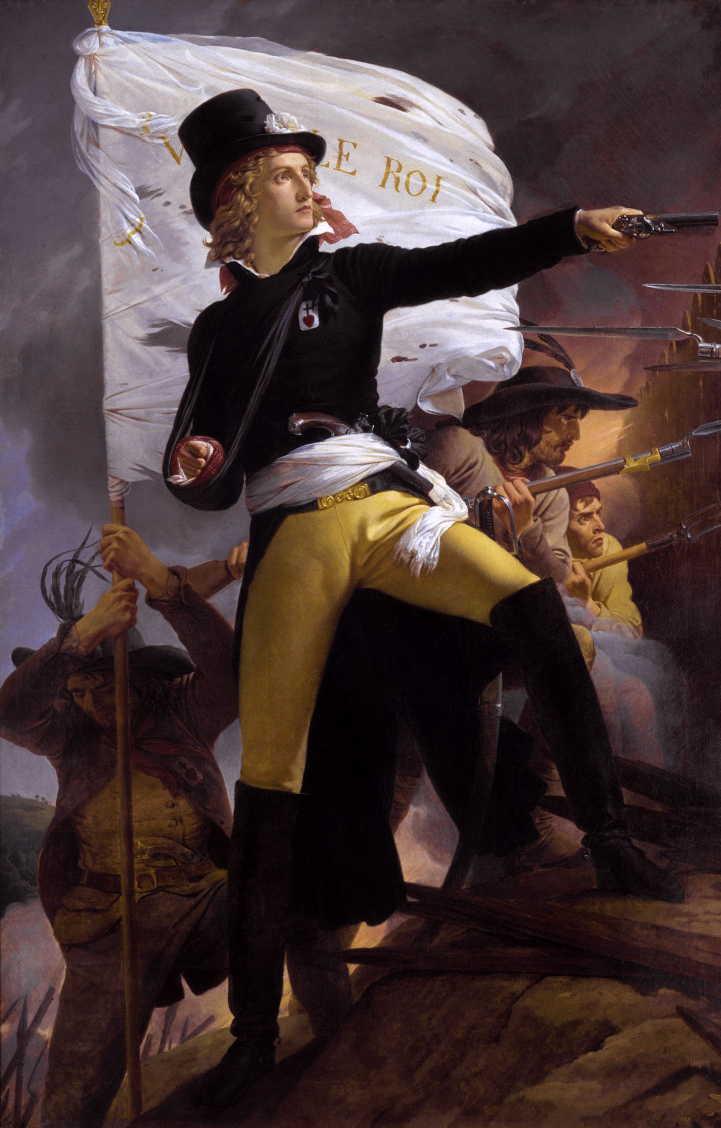
Pierre-Narcisse Guérin – Henri du Vergier, comte de La Rochejaquelein (fiktives Porträt, 1817)

Henri du Vergier, comte de La Rochejaquelein (* 30. August 1772 auf Château de la Durbelière bei der heutigen Ortschaft Mauléon (Poitou); † 28. Januar 1794 bei Nuaillé) war ein französischer Adliger und einer der Anführer der Armée catholique et royale de Vendée während des Aufstands der Vendée in der Zeit der Französischen Revolution.

## Biographie

### Jugend
Henri du Vergier, comte de La Rochejaquelein war der Spross einer angesehenen Adelsfamilie aus dem Nordosten der Vendée an der Grenze zum Poitou. Er erhielt gerade seine Ausbildung an der Militärschule (école militaire) von Sorèze, als die Ereignisse der Französischen Revolution ihn und seine Familie überraschten. Während sein Vater in die Emigration ging, schloss sich Henri der königlichen Garde an, die im Sommer 1792 das Tuilerienschloss gegen einen aufgebrachten Mob verteidigte. Am 10. August 1792 wurde Ludwig XVI. jedoch im Temple von Paris gefangengesetzt. Henri ging in seine Heimat zurück, wo gerade die ersten spontanen katholisch-royalistischen Volkserhebungen stattfanden. Er schloss sich Louis Marie de Lescure an, seinem etwas älteren Cousin – beide arbeiteten insgeheim an der Wiederherstellung der monarchischen Ordnung.

### Vendée-Aufstand
Im März 1793 wurden sie davon unterrichtet, dass die Bewohner der Nachbardörfer bereit waren, sich zu erheben und nur nach einem Anführer Ausschau hielten. Beide brachen sofort auf und trafen im Heerlager auf Charles de Bonchamps und Maurice d’Elbée, zwei Anführer der ersten Stunde. Als bekannt wurde, dass ein Revolutionsheer im Anmarsch war, ernannten die aufständischen Bauern Henri de La Rochejaquelein zu ihrem Anführer. In einer Ansprache an seine Truppen soll er gesagt haben:

„Wenn mein Vater unter uns wäre, würde er euch mehr Vertrauen einflößen, denn mich kennt ihr kaum. Gegen mich sprechen meine Jugend und Unerfahrenheit, aber ich brenne darauf, mich würdig zu erweisen euch anzuführen: Nun lasst uns den Feind aufspüren – wenn ich vorangehe, so folgt mir; wenn ich zurückweiche, so tötet mich; wenn ich falle, so rächt mich.“

Im ersten Scharmützel mit dem Revolutionsheer bei Aubiers blieben die Aufständischen siegreich und konnten sich sogar der Artillerie des Gegners bemächtigen, woraufhin die republikanischen Truppen sich aus der Gegend zurückzogen. Durch den Erfolg angestachelt riefen Rochejaquelein und Lescure in einem Brief 40 umliegende Gemeinden zum Kampf auf. Im April gingen die Kämpfe weiter und auch Städte wie Angers, Saumur und Nantes schlossen sich dem Aufstand an. Bei der Eroberung von Thouars erklomm Rochejaquelein als erster die Mauern der Stadt; die Republikaner legten bald darauf die Waffen nieder.
Doch nach den ersten Erfolgen folgte eine Niederlage bei Fontenay-le-Comte. Anfang Juni 1793 wurde Saumur belagert und konnte nach fünf Tagen eingenommen werden, wobei Rochejaquelein erneut seine Tapferkeit unter Beweis stellte, indem er sich nur in Begleitung eines Offiziers in das Getümmel stürzte und einige Gegner eigenhändig erschlug. Die militärische Kriegsbeute auf Seiten der Aufständischen war groß. Die letzte der drei Schlachten bei Luçon (8. August 1793) ging verloren, und Rochejaquelein musste seine Truppen zurückziehen. Doch wenig später (4. September 1793) brachte er der republikanischen Armee bei Chantonnay eine schwere Niederlage bei.

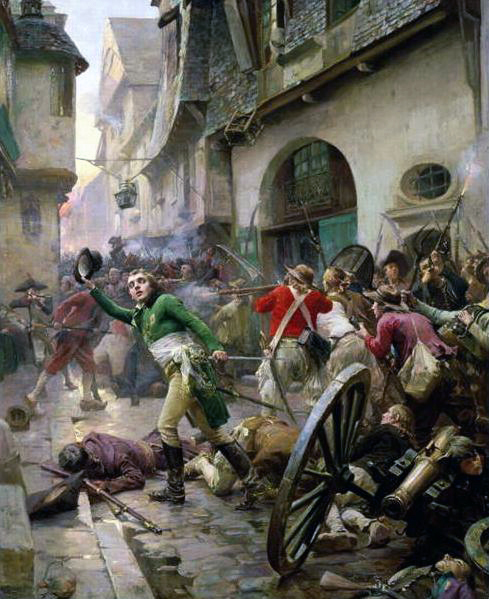
Paul-Émile Boutigny – Rochejaquelein beim Versuch der Einnahme von Cholet (1899)

Danach beschloss der Nationalkonvent in Paris, dem Vendée-Aufstand, den man bisher nur als regionale Angelegenheit behandelt hatte, energischer entgegenzutreten; immer neue Truppen wurden entsandt. Die Generäle Rochejaquelein, Jean-Nicolas Stofflet und Lescure versuchten unterdessen Châtillon einzunehmen – doch ohne Erfolg. Die Zweite Schlacht bei Cholet (17. Oktober 1793) stellte einen Wendepunkt dar: Die Aufständischen wurden vernichtend geschlagen und zogen sich in der Nähe von Saumur über die Loire nach Norden zurück – vielleicht auch, um weiteren Schaden von ihrer Heimat abzuhalten. Diese Loireüberquerung einer geschlagenen Truppe im frühen Winter, die von Heimatlosen und einem Tross von Frauen, Kindern und älteren Personen begleitet wurde, ist in weiten Teilen Frankreichs als Virée de Galerne bekanntgeworden. Da mehrere Generäle der Aufständischen bei Cholet gefallen oder verwundet worden waren, wurde Rochejaquelein – gerade einmal 21 Jahre alt – zum Oberbefehlshaber der Vendée-Truppen ernannt.
Er marschierte mit Armee und Tross in Richtung Westen, d. h. in die Bretagne bis hin nach Fougères, Pontorson und Avranches. Letztlich sollte mit diesem Feldzug auch England motiviert werden, Truppen über den Kanal zu schicken, um die Aufständischen zu unterstützen und um den Revolutionären entschieden entgegenzutreten, doch dies geschah nicht. Beim Versuch der Einnahme von Granville – etwa 25 Kilometer nördlich des Mont-Saint-Michel gelegen – erlitt man Mitte November 1793 eine schwere Niederlage, woraufhin der Rückzug beschlossen wurde. Man kehrte jedoch nicht in die Vendée zurück, sondern nahm kleinere Städte wie Baugé und La Flèche ein. Um zu plündern und die Nahrungsvorräte aufzufrischen, musste der Tross ständig in Bewegung bleiben und so befand man sich Mitte Dezember vor Le Mans, doch wurde die vergebliche Belagerung der Stadt zum „Grab“ für die Vendée-Armee: Sie löste sich in kleine Splittergruppen auf, die auch als Partisanen operierten.

### Tod

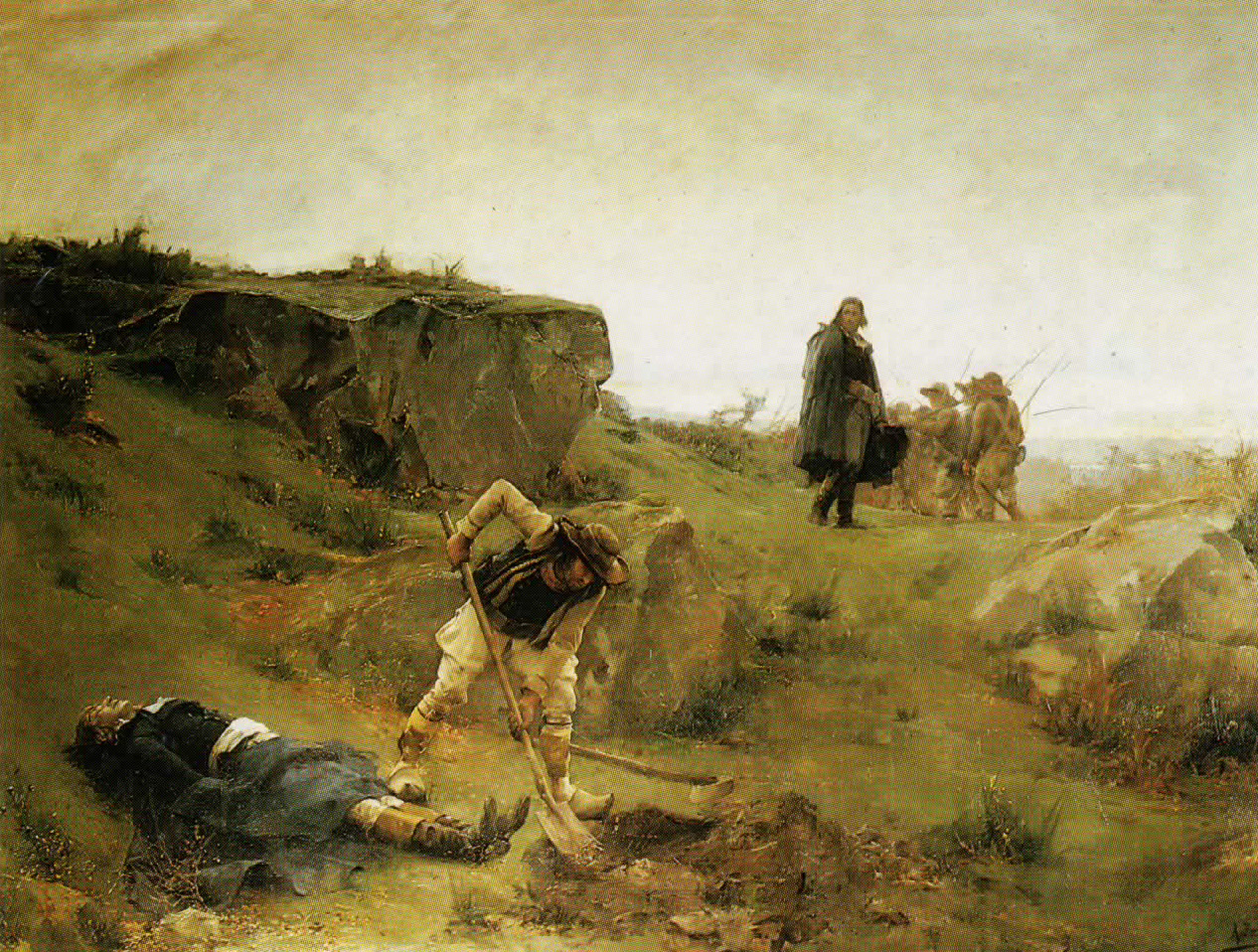
Alexandre Bloch – Grab Rochejaqueleins (ca. 1895)

Rochejaquelein wandte sich mit etwa hundert Mann erneut in Richtung Westen, besetzte einen Ort für einen oder zwei Tage, um dann zum nächsten Ort weiterzuziehen. Bei Ancenis setzte er auf die Südseite der Loire über. Seinen Geburtsort, das Château de la Durbelière, fand er gebrandschatzt und zerstört vor; trotzdem verweilte er mehrere Tage in den Ruinen. Dann brach er in Begleitung weniger Kämpfer wieder nach Norden auf; hinter Cholet, das von seinen Bewohnern verlassen und von der dort stationierten republikanischen Garnison in Brand gesetzt worden war, geriet er am 28. Januar 1794 bei Nuaillé – nur 20 Kilometer von seinem Geburtsort entfernt – in einen Hinterhalt und wurde durch einen Kopfschuss getötet. Da der Soldat oder Partisan, der ihn getötet hatte, unmittelbar darauf selbst erschossen wurde, waren für den Tod Rochejaqueleins keine Zeugen vorhanden und so begruben ihn die wenigen Getreuen, die bei ihm geblieben waren – darunter Stofflet – an Ort und Stelle. Später erhielt er ein Grab in der Kirche von Saint-Aubin-de-Baubigné, wo auch zwei seiner Brüder begraben liegen. Einer davon – Louis, der sein Nachfolger als Oberbefehlshaber der sich mehr und mehr auflösenden aufständischen Verbände wurde – starb bei Pont-de-Mathis am 4. Juni 1805.

## Bedeutung
Während der Französischen Revolution galt Rochejaquelein als einer der schlimmsten Staatsfeinde; nach der Restauration des Königtums und der alten Ordnung (1814/5) galt er vielen Franzosen jedoch als Freiheitsheld und Widerstandskämpfer. Für sie verkörperte er – wie nur wenige sonst – jugendlichen Idealismus, Kampfesmut, Adelsstolz und die Bereitschaft, dafür letztlich auch mit dem Tode zu bezahlen. Diese Einstellung wurde kurzfristig unterbrochen durch die Julirevolution von 1830.
Während Maler und Zeichner der Restaurationszeit fiktive Porträts von ihm schufen, stellten die Maler des ausgehenden 19. Jahrhunderts Episoden aus den beiden letzten Jahren seines kurzen Lebens in Bildern vor.